# 4 Cephei
4 Cephei är en vit stjärna i huvudserien i stjärnbilden Cepheus. 4 Cep har visuell magnitud +5,60 och är svagt synlig för blotta ögat vid god seeing. Den ligger på ett avstånd av ungefär 140 ljusår.